# Република Черна гора (1992 – 2006)
Република Черна гора е съюзна република в състава на Съюзна република Югославия (от 1992 до 2003 държавата се казва Югославия, а от 2003 до 2006 - Сърбия и Черна гора) заедно с Република Сърбия.
След референдума за независимост от 2006 г. държавата се оттегля от съюза, което слага край на Сърбия и Черна гора. До 1990 г. в страната управлява комунистическата партия на Югославия. Държавата се казва Социалистическа република Черна гора и е в състава на Социалистическа федеративна република Югославия. През 1991 страните от СФРЮ започват да напускат федерацията и през 1992 държавата се преименува в Съюзна република Югославия (само Черна гора и Сърбия остават в състава на Югославия). През 2003 страната се преобразува в Държавен съюз Сърбия и Черна гора. На 3 юни 2006 Черна гора обявява независимост, на 28 юни 2006 става членка на ООН и e кандидат-членка на Европейския съюз.